# 翁嘎曲德寺
翁嘎曲德寺，又称“翁嘎寺”，位于西藏自治区日喀则市定日县协格尔镇翁嘎村，是一座藏传佛教寺院。

## 简介
翁嘎曲德寺是位于西藏自治区日喀则市定日县协格尔镇翁嘎村的一座藏传佛教寺院。
在定日县的地图上，该寺位于协格尔镇西北方向，奶桑村西北，恰布村东偏南。